# 톰 코벳
토마스 윙겟 코벳 주니어(Thomas Wingett Corbett Jr., 1949년 6월 17일 ~ )는 미국의 정치인이다.

## 학력
- 레바논 밸리 칼리지 인문사회 학사
- 세인트 메리 법학 대학교 법무박사

## 경력
- 1989.11 ~ 1993.05 펜실베이니아 서부 지방 검사
- 1995.10 ~ 1997.01 제43대 펜실베이니아 법무장관
- 2005.01 ~ 2011.01 제46대 펜실베이니아 법무장관
- 2011.01 ~ 2015.01 제46대 펜실베이니아 주지사

## 역대 선거 결과
| 선거명      | 직책명                | 대수 | 정당   | 득표율 | 득표수      | 결과 | 당락                         |
| ----------- | --------------------- | ---- | ------ | ------ | ----------- | ---- | ---------------------------- |
| 2004년 선거 | 펜실베이니아 법무장관 | 46대 | 공화당 | 50.26% | 2,720,718표 | 1위  | 펜실베이니아주 법무장관 당선 |
| 2008년 선거 | 펜실베이니아 법무장관 | 46대 | 공화당 | 52.41% | 2,939,920표 | 1위  | 펜실베이니아주 법무장관 당선 |
| 2010년 선거 | 펜실베이니아 주지사   | 46대 | 공화당 | 54.49% | 2,172,763표 | 1위  | 펜실베이니아 주지사 당선     |
| 2014년 선거 | 펜실베이니아 주지사   | 47대 | 공화당 | 45.07% | 1,575,511표 | 2위  | 낙선                         |